# Campionat d'Espanya de motociclisme de velocitat 1979
La temporada de 1979 del CEV, denominat oficialment Campionat d'Espanya de velocitat,  fou la 30a edició d'aquest campionat, organitzat per la Reial Federació Motociclista Espanyola. El calendari oficial constava de 9 proves puntuables. Quatre de les proves programades es disputaren als Països Catalans: Circuit de Calafat (2 curses), Manresa i Cullera.

## Classificació final

### 50cc
| Posició | Pilot             | Motocicleta | Punts |
| ------- | ----------------- | ----------- | ----- |
| 1       | Ricardo Tormo     | Bultaco     | 75    |
| 2       | Daniel Mateos     | Bultaco     | 68    |
| 3       | Jaume Alguersuari | Bultaco     | 60    |
| 4       | Joaquim Galí      | Bultaco     | 34    |
| 5       | Jorge Navarrete   | Derbi       | 29    |
| 6       | Juan A. Callejón  | Derbi       | 27    |
| 7       | Ginés Salinas     | Derbi       | 26    |
| 8       | Pere Olivé        | Derbi       | 25    |
| 9       | José A. Inglés    | Kreidler    | 24    |
| 10      | Vicent Ferrer     | Derbi       | 21    |

### 125cc
| Posició | Pilot               | Motocicleta | Punts |
| ------- | ------------------- | ----------- | ----- |
| 1       | Ricardo Tormo       | Bultaco     | 90    |
| 2       | Ángel Nieto         | Derbi       | 62    |
| 3       | Benjamí Grau        | Derbi       | 54    |
| 4       | Jorge Navarrete     | Morbidelli  | 37    |
| 5       | Marcelino García    | Morbidelli  | 36    |
| 6       | Miguel Angel Cortés | Morbidelli  | 32    |
| 7       | José Navarrete      | Morbidelli  | 32    |
| 8       | José A. Inglés      | Morbidelli  | 29    |
| 9       | Xavier Mira         | Morbidelli  | 25    |
| 10      | Artur Duch          | Morbidelli  | 21    |

### 250cc
| Posició | Pilot              | Motocicleta | Punts |
| ------- | ------------------ | ----------- | ----- |
| 1       | Benjamí Grau       | Derbi       | 56    |
| 2       | Carlos Morante     | Yamaha      | 55    |
| 3       | Luis Miguel Reyes  | Yamaha      | 55    |
| 4       | Ángel Nieto        | Derbi       | 43    |
| 5       | Lluís Ricart       | Yamaha      | 32    |
| 6       | Marcelino García   | Yamaha      | 30    |
| 7       | Josep Maria Mallol | Yamaha      | 28    |
| 8       | Joan Graells       | Yamaha      | 27    |
| 9       | Quique De Juan     | Yamaha      | 25    |
| 10      | Toni García        | Yamaha      | 22    |

### 750cc
| Posició | Pilot                 | Motocicleta | Punts |
| ------- | --------------------- | ----------- | ----- |
| 1       | Benjamí Grau          | Yamaha      | 57    |
| 2       | Carlos Morante        | Yamaha      | 49    |
| 3       | Maurici Aschl         | Yamaha      | 29    |
| 4       | Lluís Ricart          | Yamaha      | 27    |
| 5       | Toni García           | Suzuki      | 22    |
| 6       | Carlos de San Antonio | Suzuki      | 21    |
| 7       | Andrés Pérez Rubio    | Yamaha      | 19    |
| 8       | Mingo Parés           | Yamaha      | 18    |
| 9       | Jordi Marín           | Yamaha      | 17    |
| 10      | Víctor Palomo         | Yamaha      | 15    |

## Categories inferiors

### Trofeu Sènior
| Posició | Pilot           | Motocicleta | Punts |
| ------- | --------------- | ----------- | ----- |
| 1       | Pere Solé       | Yamaha      | 57    |
| 2       | Pere Arnella    | Yamaha      | 54    |
| 3       | Octavio Tenorio | Yamaha      | 41    |